# Scen (anläggning)
För andra betydelser, se scen.

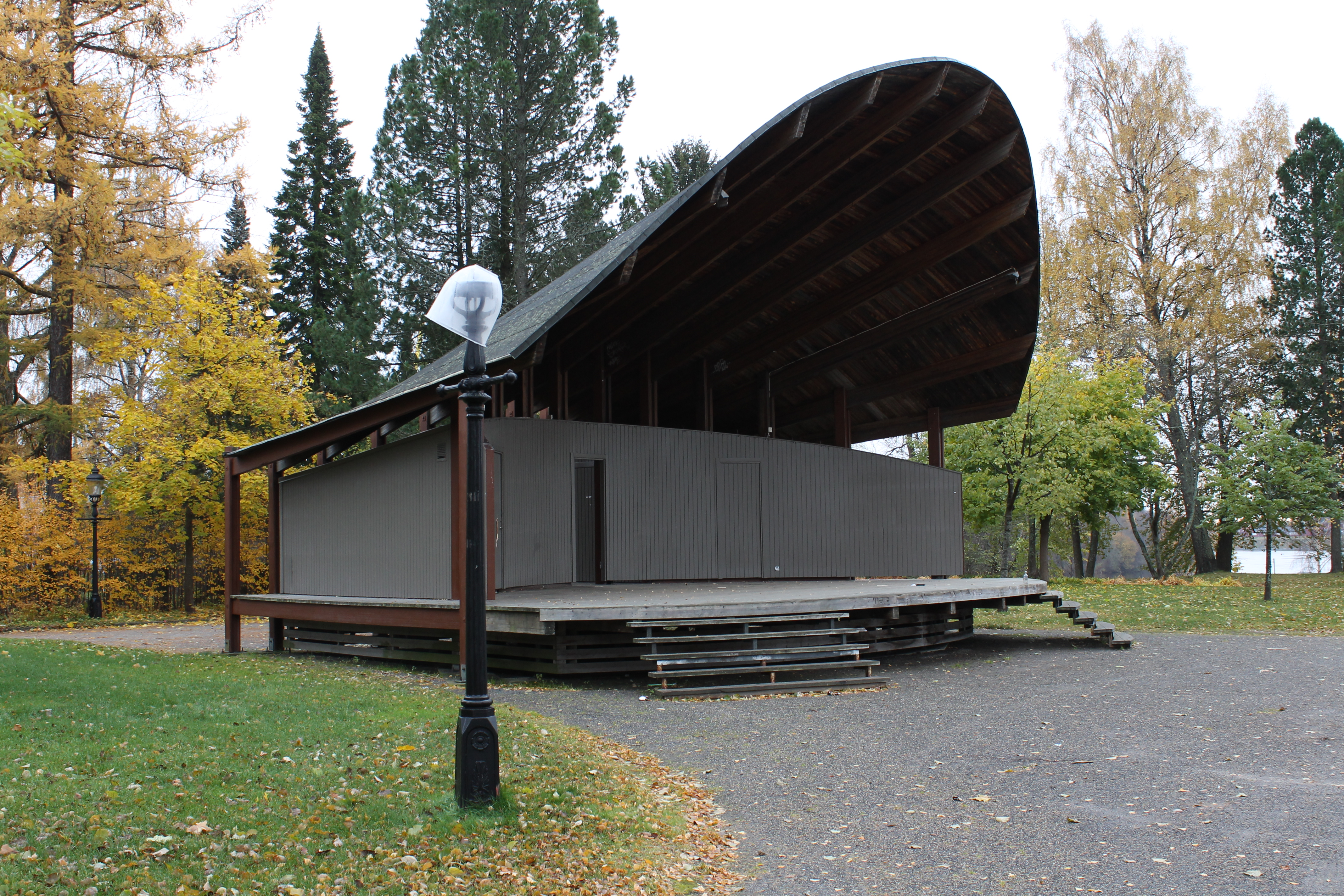
Scen i Döbelns park i Umeå.

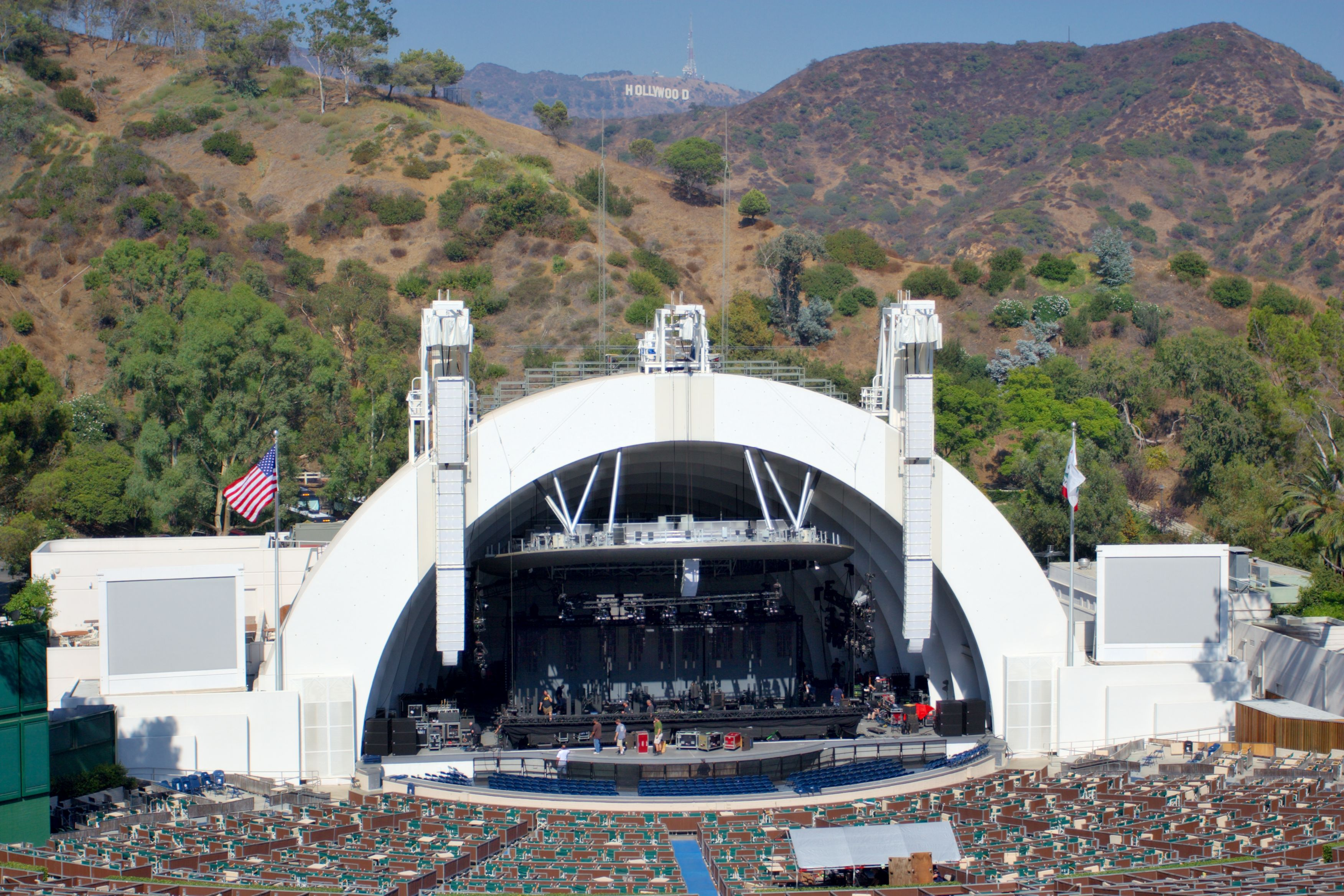
Hollywood Bowl.

En scen eller en estrad är en upphöjd eller på annat sätt synliggjord plats avsedd för framförande av teater, musik, dans eller liknande. Ordet ”scen” kommer ursprungligen från grekiskans skene som betyder ’tält’, ’hydda’. I antikens teater avsåg dock skene bakgrunden till den egentliga spelplatsen. 
Podium är en liknande, möjligen något mindre, anläggning.